# Histoire Particulière des Plantes Orchidées
Histoire Particulière des Plantes Orchidées (abreviado Hist. Orchid.) es un libro con ilustraciones y descripciones botánicas que fue escrito por el botánico francés Louis Marie Aubert Du Petit-Thouars y publicado en el año 1822 con el nombre de Histoire particulière des plantes orchidées recueillies sur les trois îles australes d'Afrique, de France, de Bourbon et de Madagascar.